# Saracha
Saracha je rod krumpirovki smješten u podtribus  Iochrominae, dio tribusa Physalideae. Pripada mu osam vrsta drveća i grmova u andskim predjelima Južne Amerike, od Venezuele do Bolivije
Rod je opisan u Florae Peruvianae, et Chilensis Prodromus 31, t. 34. 1794.

## Vrste
1. Saracha andina Rob.Fernandez, Revilla & E.Pariente
2. Saracha ferruginea (Sodiro & Damm.) ined.
3. Saracha guttata (Miers) Miers
4. Saracha ovata (Miers) Hunz.
5. Saracha pubescens Humb. ex Roem. & Schult.
6. Saracha punctata Ruiz & Pav.
7. Saracha quitensis (Hook.) Miers
8. Saracha spinosa (Dammer) D'Arcy & D.N.Sm.